# Stumpffia pygmaea
Stumpffia pygmaea is een kikkersoort uit de familie van de smalbekkikkers (Microhylidae). De soort werd voor het eerst wetenschappelijk beschreven door Frank Glaw en Miguel Vences in 1991. Later werd de wetenschappelijke naam Rhombophryne pygmaea gebruikt.

## Verspreiding en habitat
De soort komt voor in Madagaskar waar ze enkel aangetroffen is op de eilanden Nosy Be en Nosy Komba, van zeeniveau tot een hoogte van 300 meter. Het is een bodembewoner die leeft in subtropisch en tropisch primair en secundair woud, koffieplantages en dichte vegetatie langs wegen. De soort wordt bedreigd door habitatverlies.

## Uiterlijke kenmerken
Stumpffia pygmaea en Stumpffia tridactyla behoren tot de kleinste kikkersoorten van de wereld. De wetenschappelijke soortnaam verwijst hiernaar, want pygmaea betekent 'dwerg'. Stumpffia pygmaea heeft een lichaamslengte van 10 tot 12 millimeter.